# NTT六甲天文通信館
NTT六甲天文通信館(NTTろっこうてんもんつうしんかん)は、かつて兵庫県神戸市灘区に存在した日本の天文台。1990年NTTが六甲無線中継局を無人化し、施設の有効活用のため日本の電話創業100周年を記念し設置された。阪神淡路大震災等で利用者が低迷し、2002年12月23日に閉館した。

## 利用案内
入館料：無料
駐車料：普通車800円、マイクロバス1500円、バイク200円
休館日：9～6月：毎週火曜日、7～8月：無休
開館時間
9～6月平日10:00~18:00、土日祝10:00~19:00
7~8月毎日10:00~20:30
(天候により変更する場合あり)

## アクセス
電車・バス：六甲山上バス十国展望台バス停または六甲有馬ロープウェーカンツリー山頂駅からいずれも徒歩3分
自動車：国道2号・御影交差点から30分、中国自動車道神戸三田ICから30分

## 主な施設・機材
- 直径50cm反射望遠鏡[1]
- 15cm（ペンタックス）,10cm屈折望遠鏡（自動追尾式）[3][出典無効][1]
- 展望回廊[1]
- 電気通信の展示[1][1]
- レストラン
- 多目的ホール[1]